# Cyrtulus similis
Cyrtulus similis is een slakkensoort uit de familie van de Fasciolariidae. De wetenschappelijke naam van de soort werd in 1873 voor het eerst geldig gepubliceerd door Baird.